# Livek
Livek je naselje v Občini Kobarid.
Vasica Livek je znana iz prve svetovne vojne. Nemška vojska, ki je v 12. soški bitki pomagala Avstro-Ogrski, je 24. oktobra 1917 napadla iz smeri Tolmina in zasedla  Kolovrat. Po hudih bojih pri Livku je nadporočnik Erwin Rommel, med drugo svetovno vojno proslavljeni feldmaršal, s svojo enoto (le nekaj deset vojakov) 26. 10. zasedel strateško pomemben vrh Matajurja in zajel okoli 1700 italijanskih vojakov.
Iz Livka prihaja tudi Miss Slovenije 2018, Lara Kalanj.